# Санта-Еуфемія-де-Празінш
Санта-Еуфемія-де-Празінш (порт. Santa Eufémia de Prazins; МФА: [ˈsɐ̃.tɐ iw.ˈfɛ.mi.ɐ dɨ pɾɐ.ˈzĩʃ]) — парафія в Португалії, у муніципалітеті Гімарайнш. Розташована в північно-західній частині країни, на теренах історичної португальської провінції Дору-Міню. Входить до складу округу Брага. За адміністративним поділом, чинним до 1976 року, терени парафії були складовою провінції Міню. Належить до Бразької архідіоцезії Католицької церкви. Патрон — свята Євфимія. Площа — 2,2348 км². Населення — 1221 ос. (2011). Сильно урбанізований регіон. Густота населення — 546,36 осіб/км²
. Код — 030842.

## Назва
- Празінс (Санта-Еуфеміа) (порт. Prazins (Santa Eufémia)) — офіційна назва.

## Населення
| Кількість мешканців | Кількість мешканців | Кількість мешканців | Кількість мешканців | Кількість мешканців | Кількість мешканців | Кількість мешканців | Кількість мешканців | Кількість мешканців | Кількість мешканців | Кількість мешканців | Кількість мешканців | Кількість мешканців | Кількість мешканців | Кількість мешканців |
| ------------------- | ------------------- | ------------------- | ------------------- | ------------------- | ------------------- | ------------------- | ------------------- | ------------------- | ------------------- | ------------------- | ------------------- | ------------------- | ------------------- | ------------------- |
| 1864                | 1878                | 1890                | 1900                | 1911                | 1920                | 1930                | 1940                | 1950                | 1960                | 1970                | 1981                | 1991                | 2001                | 2011                |
| 269                 | 295                 | 291                 | 316                 | 352                 | 332                 | 376                 | 437                 | 527                 | 646                 | 843                 | 977                 | 1 155               | 1 274               | 1 221               |